# Abd al-Mu’min bin Alí
Abd al-Mu’min bin Alí nebo Abdalmu’min bin Alí (1094, Tlemcen, Alžírsko – květen 1164, Salé, Maroko) byl kalif berberské dynastie Almohádovců. Byl hlavním vojevůdcem svého předchůdce a zakladatele dynastie Mahdího Muhammada ibn Túmarta. V období 1130–1163 založil největší berberskou říši (označovaná jako almohádském říše nebo chalífát) v severní Africe, ke které připojil značnou část Španělska, Alžírsko, Tunisko a Libyi.